# Ion Arapu
Ion Arapu (ur. 17 maja 1951 w Bukareszcie) – rumuński zapaśnik walczący w stylu wolnym. Olimpijczyk z Monachium 1972, gdzie zajął piąte miejsce w kategorii do 48 kg.
Czwarty na mistrzostwach Europy w 1974; piąty w 1976 i 1978 roku.